# Tschammerpokal 1940

Programmheft zum Tschammerpokalfinale 1940

Beim Tschammerpokal 1940 kämpften deutsche Fußballmannschaften zum sechsten Mal um den Fußballpokal.
Trotz des zweiten Kriegsjahres im Zweiten Weltkrieg wurde der Pokalwettbewerb in gewohnter Weise abgewickelt. Es beteiligten sich erneut Mannschaften von der Kreisklasse bis zur Gauliga, ohne dass die Teilnehmerzahl nennenswert zurückgegangen wäre. Lediglich in den frontnahen Regionen kam es zu einigen organisatorischen Schwierigkeiten. Den Ausfall von Spielern, die zum Fronteinsatz abgezogen worden waren, konnten die Mannschaften durch so genannte Gastspieler aus anderen Vereinen kompensieren. Unentschieden ausgegangene Spiele wurden wie üblich verlängert und ggf. auf des Gegners Platz wiederholt.
Das Endspiel am 1. Dezember 1940 gewann der Dresdner SC durch einen 2:1-Sieg nach Verlängerung über den 1. FC Nürnberg.

## Gaugruppen – Hauptrunden 1 bis 3
Die Spiele fanden vom 16. Juni bis 28. Juli 1940 statt.
| Gaugruppe Ostpreußen/Pommern/Brandenburg    |
| Gaugruppe Sachsen/Schlesien/Sudetenland     |
| Gaugruppe Mitte/Nordmark/Niedersachsen      |
| Gaugruppe Westfalen/Niederrhein/Mittelrhein |
| Gaugruppe Hessen/Südwest/Baden              |
| Gaugruppe Württemberg/Bayern/Ostmark        |

## 1. Schlussrunde
Die Spiele fanden vom 11. August bis 1. September 1940 statt.
| Datum         |                            | Ergebnis  |                              |
| ------------- | -------------------------- | --------- | ---------------------------- |
| So 18.08.1940 | SV Waldhof Mannheim        | 2:3 n. V. | Reichsbahn TuSV Frankfurt    |
| So 18.08.1940 | SpVgg Fürth                | 3:0       | VfB Stuttgart                |
| So 18.08.1940 | FC Bayern München          | 0:1       | Wiener Sport-Club            |
| So 11.08.1940 | 1. SV Jena                 | 0:1       | TuRa Leipzig                 |
| So 18.08.1940 | VfB Königsberg             | 3:2 n. V. | Preußen Danzig               |
| So 18.08.1940 | BuEV Danzig                | 6:2       | LSV Stettin                  |
| So 18.08.1940 | Blau-Weiß 90 Berlin        | 1:2       | Werder Bremen                |
| So 18.08.1940 | Hallescher FV Sportfreunde | 0:7       | FC Schalke 04                |
| So 18.08.1940 | SV 08 Steinach             | 4:2       | CSC 03 Kassel                |
| So 18.08.1940 | SV Dessau 05               | 2:2 n. V. | Kickers Offenbach            |
| So 18.08.1940 | Eimsbütteler TV            | 0:3       | Spandauer SV                 |
| So 18.08.1940 | Blumenthaler SV            | 3:1       | Hamburger SV                 |
| So 18.08.1940 | SV Linden 07               | 2:3       | SC Union Oberschöneweide     |
| So 18.08.1940 | Hildesheim 07              | 2:3 n. V. | Barmbecker SG                |
| So 18.08.1940 | VfL Osnabrück              | 2:5       | BSG Gelsenguß Gelsenkirchen  |
| So 18.08.1940 | TuS Neheim                 | 2:3       | SG Eschweiler                |
| So 18.08.1940 | Edelstahl Krefeld          | 3:4       | Rot-Weiss Essen              |
| So 18.08.1940 | Germania Mudersbach        | 1:8       | Schwarz-Weiß Essen           |
| So 18.08.1940 | TuS Neuendorf              | 1:2       | VfR Mannheim                 |
| So 18.08.1940 | BC Sport Kassel            | 4:5       | TuS Duisburg 48/99           |
| So 18.08.1940 | Eintracht Frankfurt        | 3:2       | Westfalia Herne              |
| So 18.08.1940 | 1. FC Kaiserslautern       | 2:3       | Fortuna Düsseldorf           |
| So 18.08.1940 | Karlsruher FC Phönix       | 4:2       | FSV Frankfurt                |
| So 18.08.1940 | SpVgg Cannstatt            | 0:7       | SC Wacker Wien               |
| So 18.08.1940 | VfR 07 Schweinfurt         | 2:1 n. V. | Mülheimer SV 06              |
| So 18.08.1940 | SK Sturm Graz              | 1:6       | 1. FC Nürnberg               |
| So 18.08.1940 | NSTG Witkowitz             | 6:0       | SC Hertha Breslau            |
| So 25.08.1940 | VfL Stettin                | 3:2       | PSV Chemnitz                 |
| So 25.08.1940 | Planitzer SC               | 3:1       | Vorwärts-Rasensport Gleiwitz |
| So 25.08.1940 | VfB Waldshut               | 0:8       | Stuttgarter Kickers          |
| So 25.08.1940 | NSTG Graslitz              | 0:4       | Dresdner SC                  |
| So 01.09.1940 | WKG BSG Neumeyer Nürnberg  | 1:2 n. V. | SK Rapid Wien                |

- Das Spiel Jena – Tura wurde schon am 11. August ausgetragen.

(Quelle: Kicker 34 vom 20. August 1940, Seite 3)

### Wiederholungsspiele
| Datum         |                   | Ergebnis |              |
| ------------- | ----------------- | -------- | ------------ |
| So 25.10.1940 | Kickers Offenbach | 4:0      | SV Dessau 05 |

## 2. Schlussrunde
Die Spiele fanden vom 1. bis 15. September 1940 statt.
| Datum         |                           | Ergebnis  |                             |
| ------------- | ------------------------- | --------- | --------------------------- |
| So 30.08.1940 | Spandauer SV              | 3:5       | VfB Königsberg              |
| So 30.08.1940 | SC Union Oberschöneweide  | 5:1       | SV 08 Steinach              |
| So 08.09.1940 | VfL Stettin               | 0:0 n. V. | BuEV Danzig                 |
| So 08.09.1940 | TuRa Leipzig              | 1:2       | SpVgg Fürth                 |
| So 15.09.1940 | Dresdner SC               | 5:0       | Blumenthaler SV             |
| So 08.09.1940 | Barmbeker SG              | 03:10     | Schwarz-Weiß Essen          |
| So 08.09.1940 | FC Schalke 04             | 5:0       | SV Werder Bremen            |
| So 08.09.1940 | Rot-Weiss Essen           | 0:2       | Eintracht Frankfurt         |
| So 08.09.1940 | Fortuna Düsseldorf        | 2:0       | VfR Mannheim                |
| So 08.09.1940 | SG Eschweiler             | 3:1       | TuS 48/99 Duisburg          |
| So 08.09.1940 | Reichsbahn TuSV Frankfurt | 1:0       | Phönix Karlsruhe            |
| So 08.09.1940 | Stuttgarter Kickers       | 9:2       | BSG Gelsenguß Gelsenkirchen |
| So 08.09.1940 | 1. FC Nürnberg            | 3:2       | Kickers Offenbach           |
| So 08.09.1940 | Wacker Wien               | 6:2       | Planitzer SC                |
| So 08.09.1940 | Wiener Sport-Club         | 9:1       | NSTG Witkowitz              |
| So 15.09.1940 | Rapid Wien                | 7:1       | VfR 07 Schweinfurt          |

- Die Spiele am 30. August waren Spandau – Königsberg und Union – Steinach, am 15. September die Spiele Rapid – Schweinfurt und DSC – Blumenthal (Quelle: Kicker Nr. 36 vom 3. September 1940, Seite 13)

### Wiederholungsspiele
| Datum         |             | Ergebnis |             |
| ------------- | ----------- | -------- | ----------- |
| So 15.09.1940 | BuEV Danzig | 2:1      | VfL Stettin |

## Achtelfinale
Die Spiele fanden am 29. September 1940 statt.
|                          | Ergebnis |                           |
| ------------------------ | -------- | ------------------------- |
| SC Union Oberschöneweide | 0:1      | 1. FC Nürnberg            |
| Stuttgarter Kickers      | 1:5      | Rapid Wien                |
| Schwarz-Weiß Essen       | 5:2      | SG Eschweiler             |
| Dresdner SC              | 6:0      | Reichsbahn TuSV Frankfurt |
| SpVgg Fürth              | 2:1      | FC Schalke 04             |
| Eintracht Frankfurt      | 2:3      | Fortuna Düsseldorf        |
| Wacker Wien              | 5:6      | Wiener Sport-Club         |
| VfB Königsberg           | 5:1      | BuEV Danzig               |

## Viertelfinale
Die Spiele fanden am 20. Oktober 1940 statt.
|                    | Ergebnis |                    |
| ------------------ | -------- | ------------------ |
| 1. FC Nürnberg     | 2:1      | Schwarz-Weiß Essen |
| Fortuna Düsseldorf | 2:1      | Wiener Sport-Club  |
| Rapid Wien         | 6:1      | SpVgg Fürth        |
| VfB Königsberg     | 0:8      | Dresdner SC        |

## Halbfinale
Die Spiele fanden am 10. November 1940 statt.
|                    | Ergebnis |                |
| ------------------ | -------- | -------------- |
| Dresdner SC        | 3:1      | Rapid Wien     |
| Fortuna Düsseldorf | 0:1      | 1. FC Nürnberg |

## Finale
| 1. FC Nürnberg | 1. FC Nürnberg | Dresdner SC | Dresdner SC |
| --- | --- | --- | ----------- |
| 1. FC Nürnberg | \| Sonntag, 1. Dezember 1940 in Berlin (Olympiastadion)[1] \| \| Ergebnis: 1:2 n. V. (1:1, 1:1) \| \| Zuschauer: 60.000 \| \| Schiedsrichter: Alois Pennig (Mannheim) 00000Spielbericht Im sechsten Endspiel um den Tschammerpokal begegneten sich die zu dieser Zeit spielstärksten Mannschaften Deutsch- lands. Es liefen insgesamt zehn Nationalspieler auf den Platz, sechs auf Dresdner Seite, vier auf Seiten der Nürnberger. Da die Dresdner in der abgelaufenen Meisterschaft bis in das Finale gekommen waren (0:1 gegen Schalke 04), während Nürnberg bereits in der Vorrunde gescheitert war, gingen die Sachsen favorisiert in ihr zweites Endspiel des Jahres 1940. Bevor das Spiel angepfiffen werden konnte, musste noch die Trikotfrage geklärt werden, da beide Mannschaften tradi- tionell in schwarz-rot spielten. Das Fußballfachamt entschied, dass der DSC mit weißen Hemden und schwarzen Hosen anzutreten habe, der FC in Rot-Weiß. Gespielt werden musste auf gefrorenem, schneebedeckten Boden, der beiden Mannschaften Schwierigkeiten bereitete. So waren die Spielzüge mehr dem Zufall zuzuschreiben als gekonnten Kombi- nationen, die eigentliche Stärke beider Mannschaften. Das 1:0 für Dresden war typisch für den Spielverlauf, es entwickelte sich nicht aus dem Spiel heraus, vielmehr brachte Fritz Machate in der 20. Minute den Ball aus dem Gewühl im gegnerischen Tor unter. Es spricht für die Gleichwertigkeit beider Mannschaften, dass Karl Gußner bereits zwölf Minuten später für Nürnberg ausgleichen konnte und danach keine Mannschaft bis zum Ende der regulären Spielzeit einen Vorteil erlangen konnte. Für die Verlängerung war vorgesehen worden, dass das Spiel mit dem nächsten Treffer enden würde. Wieder war es ein Zufallstreffer, der das Finale entschied. In der 94. Minute riskierte der Dresdner halbrechte Stürmer Heiner Schaffer einen Weitschuss auf das Nürnberger Tor, Nationaltorwart Georg Köhl konnte den flatternden Ball nicht an sich bringen. \| | \| Sonntag, 1. Dezember 1940 in Berlin (Olympiastadion)[1] \| \| Ergebnis: 1:2 n. V. (1:1, 1:1) \| \| Zuschauer: 60.000 \| \| Schiedsrichter: Alois Pennig (Mannheim) 00000Spielbericht Im sechsten Endspiel um den Tschammerpokal begegneten sich die zu dieser Zeit spielstärksten Mannschaften Deutsch- lands. Es liefen insgesamt zehn Nationalspieler auf den Platz, sechs auf Dresdner Seite, vier auf Seiten der Nürnberger. Da die Dresdner in der abgelaufenen Meisterschaft bis in das Finale gekommen waren (0:1 gegen Schalke 04), während Nürnberg bereits in der Vorrunde gescheitert war, gingen die Sachsen favorisiert in ihr zweites Endspiel des Jahres 1940. Bevor das Spiel angepfiffen werden konnte, musste noch die Trikotfrage geklärt werden, da beide Mannschaften tradi- tionell in schwarz-rot spielten. Das Fußballfachamt entschied, dass der DSC mit weißen Hemden und schwarzen Hosen anzutreten habe, der FC in Rot-Weiß. Gespielt werden musste auf gefrorenem, schneebedeckten Boden, der beiden Mannschaften Schwierigkeiten bereitete. So waren die Spielzüge mehr dem Zufall zuzuschreiben als gekonnten Kombi- nationen, die eigentliche Stärke beider Mannschaften. Das 1:0 für Dresden war typisch für den Spielverlauf, es entwickelte sich nicht aus dem Spiel heraus, vielmehr brachte Fritz Machate in der 20. Minute den Ball aus dem Gewühl im gegnerischen Tor unter. Es spricht für die Gleichwertigkeit beider Mannschaften, dass Karl Gußner bereits zwölf Minuten später für Nürnberg ausgleichen konnte und danach keine Mannschaft bis zum Ende der regulären Spielzeit einen Vorteil erlangen konnte. Für die Verlängerung war vorgesehen worden, dass das Spiel mit dem nächsten Treffer enden würde. Wieder war es ein Zufallstreffer, der das Finale entschied. In der 94. Minute riskierte der Dresdner halbrechte Stürmer Heiner Schaffer einen Weitschuss auf das Nürnberger Tor, Nationaltorwart Georg Köhl konnte den flatternden Ball nicht an sich bringen. \| | Dresdner SC |
| 1. FC Nürnberg | Georg Köhl – Willi Billmann , Hans Uebelein – Georg Luber, Georg Kennemann, Heinz Carolin – Karl Gußner, Max Eiberger, Georg Friedel, Alfred Pfänder, Willi Kund Cheftrainer: Alwin Riemke | Willibald Kreß – Karl Miller, Heinz Hempel – Herbert Pohl, Walter Dzur, Helmut Schubert – Emanuel Boczek, Heinrich Schaffer, Fritz Machate, Helmut Schön, Gustav Carstens Cheftrainer: Georg Köhler | Dresdner SC |
| 1. FC Nürnberg | 1:1 Gußner (32.) | 0:1 Machate (20.) 1:2 Schaffer (94.) | Dresdner SC |
| Sonntag, 1. Dezember 1940 in Berlin (Olympiastadion) | | |             |
| Ergebnis: 1:2 n. V. (1:1, 1:1) | | |             |
| Zuschauer: 60.000 | | |             |
| Schiedsrichter: Alois Pennig (Mannheim) 00000Spielbericht Im sechsten Endspiel um den Tschammerpokal begegneten sich die zu dieser Zeit spielstärksten Mannschaften Deutsch- lands. Es liefen insgesamt zehn Nationalspieler auf den Platz, sechs auf Dresdner Seite, vier auf Seiten der Nürnberger. Da die Dresdner in der abgelaufenen Meisterschaft bis in das Finale gekommen waren (0:1 gegen Schalke 04), während Nürnberg bereits in der Vorrunde gescheitert war, gingen die Sachsen favorisiert in ihr zweites Endspiel des Jahres 1940. Bevor das Spiel angepfiffen werden konnte, musste noch die Trikotfrage geklärt werden, da beide Mannschaften tradi- tionell in schwarz-rot spielten. Das Fußballfachamt entschied, dass der DSC mit weißen Hemden und schwarzen Hosen anzutreten habe, der FC in Rot-Weiß. Gespielt werden musste auf gefrorenem, schneebedeckten Boden, der beiden Mannschaften Schwierigkeiten bereitete. So waren die Spielzüge mehr dem Zufall zuzuschreiben als gekonnten Kombi- nationen, die eigentliche Stärke beider Mannschaften. Das 1:0 für Dresden war typisch für den Spielverlauf, es entwickelte sich nicht aus dem Spiel heraus, vielmehr brachte Fritz Machate in der 20. Minute den Ball aus dem Gewühl im gegnerischen Tor unter. Es spricht für die Gleichwertigkeit beider Mannschaften, dass Karl Gußner bereits zwölf Minuten später für Nürnberg ausgleichen konnte und danach keine Mannschaft bis zum Ende der regulären Spielzeit einen Vorteil erlangen konnte. Für die Verlängerung war vorgesehen worden, dass das Spiel mit dem nächsten Treffer enden würde. Wieder war es ein Zufallstreffer, der das Finale entschied. In der 94. Minute riskierte der Dresdner halbrechte Stürmer Heiner Schaffer einen Weitschuss auf das Nürnberger Tor, Nationaltorwart Georg Köhl konnte den flatternden Ball nicht an sich bringen. | | |             |

## Erfolgreichste Torschützen
(1. Schlussrunde bis Finale)
| Spieler           | Verein              | Tore |
| ----------------- | ------------------- | ---- |
| Fritz Machate     | Dresdner SC         | 10   |
| Georg Schors      | Rapid Wien          | 08   |
| Edmund Conen      | Stuttgarter Kickers | 07   |
| Anton Stermsek    | Schwarz-Weiß Essen  | 07   |
| Franz Binder      | Rapid Wien          | 06   |
| Josef Epp         | Wiener SC           | 06   |
| Ernst Reitermaier | Wacker Wien         | 06   |